# Sigmaringendorf
Sigmaringendorf är en kommun (tyska Gemeinde) i Landkreis Sigmaringen i delstaten Baden-Württemberg i Tyskland. Folkmängden uppgår till cirka 3 700 invånare, på en yta av 12 kvadratkilometer. Kommunen består av ortsdelarna (tyska Ortsteile) Sigmaringendorf och Laucherthal.
Kommunen ingår i kommunalförbundet Sigmaringen tillsammans med staden Sigmaringen och kommunerna Beuron, Bingen, Inzigkofen och Krauchenwies.